# In Times Before the Light
In Times Before the Light — дебютный студийный альбом норвежской блэк-металической группы The Kovenant, изданный в 1997 году под именем Covenant и переизданный в 2002 году под новым названием группы.

## Об альбоме
Первоначально альбом под данным названием был записан группой Covenant в 1997 году. Впоследствии группа была переименована в The Kovenant и перезаписала альбом в 2002 году добавив, в него изрядную долю электроники.
Альбомы имеют разное время звучания (в списке композиций указано время звучания отдельных треков с альбома 2002 года, записанного The Kovenant).
В 2007 году первоначальная версия альбома была переиздана на лейбле Head Not Found.

## Список композиций
1. Towards the Crown of Nights — 6:29
2. Dragonstorms — 5:19
3. The Dark Conquest — 7:39
4. From the Storm of Shadows — 5:34
5. Night of the Blackwinds — 3:56
6. The Chasm — 4:39
7. Visions of a Lost Kingdom — 5:56
8. Through the Eyes of the Raven — 5:04
9. In Times Before the Light — 6:04
10. Monarch of the Mighty Darkness — 6:15

## Участники записи
- Stian Arnesen — вокал, ударные, синтезаторы
- Amund Svensson — гитары, бас, синтезаторы
- Jan Axel von Blomberg — ударные